# Viqueque (Gemeinde)
| Munisípiu Vikeke (tetum) Município de Viqueque (port.)            |                  |              |
|                                                                   |                  |              |
| Reisfelder in Viqueque mit dem Monte Mundo Perdido im Hintergrund |                  |              |
| Daten                                                             |                  |              |
| Hauptstadt                                                        | Viqueque         | Viqueque     |
| Fläche                                                            | 1.872,68 km²     | 1.872,68 km² |
| Einwohnerzahl (2022)                                              | 80.176           | 80.176       |
| Zahl der Haushalte (2022)                                         | 16.563           | 16.563       |
| ISO 3166-2:                                                       | TL-VI            | TL-VI        |
| Verwaltungsämter                                                  | Einwohner (2022) | Fläche (km²) |
| Lacluta                                                           | 6.695            | 414,16       |
| Ossu                                                              | 18.787           | 403,66       |
| Uato-Lari                                                         | 18.459           | 287,94       |
| Uatucarbau                                                        | 7.879            | 130,69       |
| Viqueque                                                          | 28.356           | 636,23       |
| Karten                                                            |                  |              |
| Übersichtskarte Viqueque                                          |                  |              |
| Verwaltungsgliederung von Viqueque                                |                  |              |

Viqueque (tetum Vikeke) ist die größte Gemeinde von Osttimor.

## Name
Der Name leitet sich von der alten Bezeichnung „We Keke“ ab. We bedeutet in Tetum Terik „Wasser“, Keke „Armreif“. Krieger Lucas sollen einst auf einem Kriegszug an eine Quelle gekommen sein, die von einer alten Frau bewacht wurde. Nachdem sie den Kriegern das geforderte Wasser gegeben hatten, schnitten sie ihr die Arm mit einem Reif ab. Sie brachten sie ihrem König Nai Lu Leki, der den Arm in einen Baum hängte und ihn als „We Keke“ für heilig erklärte. Einer anderen Überlieferung nach schenkte eine Königin von Luca dem Reich von Viqueque den Armreif, nachdem das Reich und heute die Gemeinde den Namen erhielt.

## Geographie

### Übersicht

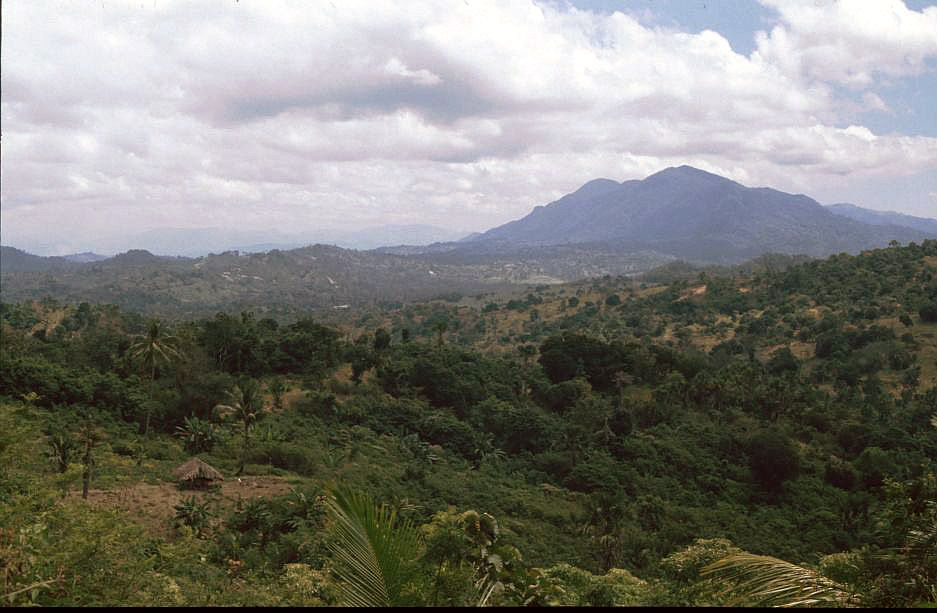
Landschaft bei der Stadt Viqueque

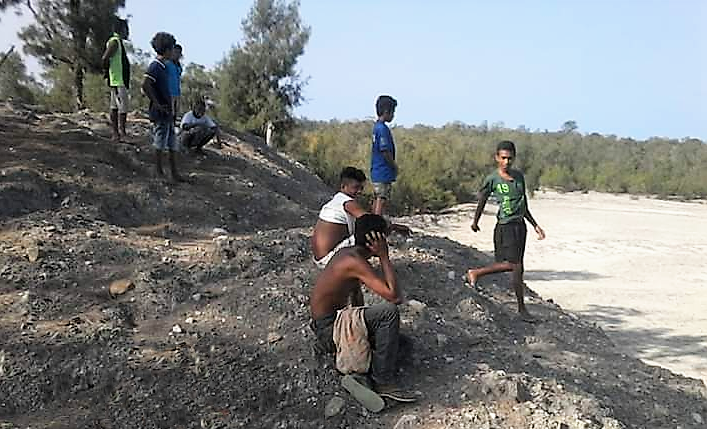
Schlammvulkan von Raitahu

Die Gemeinde Viqueque liegt an der Südküste der Insel Timor, an der Timorsee. Sie grenzt im Norden an die Gemeinde Baucau, im Osten jenseits des Flusses Irebere (Irabere) liegt die Gemeinde Lautém und im Westen jenseits des Dilor (Dilin) die Gemeinde Manatuto. Die Grenzziehung zu Baucau wurde seit der Unabhängigkeit mehrmals verändert.
Viqueque hat eine Fläche von 1872,68 km² und teilt sich in die Verwaltungsämter Lacluta, Ossu, Uato-Lari (Watu-Lari, Uatolári, zur portugiesischen Kolonialzeit Leça), Uatucarbau (Uato Carabau, Watu-Carbau) und Viqueque. Die Gemeindehauptstadt Viqueque liegt im Suco Caraubalo.
Der Norden ist gebirgig, im Süden flacht die Gemeinde ab zu Hügeln und Küstenebenen an den Flüssen. Ossu ist von mehreren Bergen umgeben. Dem Monte Mundo Perdido im Westen, dem Builo im Süden, dem Matebian-Massiv im Osten und dem Fatu Laritame im Norden. Uatucarbau und Uato-Lari bilden eine breite Küstenebene am Südhang des Matebians und mehrerer Berge im Osten, die sich in Hügeln mit fruchtbarem Land nach Süden ausdehnen. Flüsse, die in der Gemeinde Viqueque in die Timorsee münden sind der Nunuc, der Luca, der Tuco, der Cuha, der Bularan, der Benaro, der Beaco und der Weburak im Verwaltungsamt Viqueque, der Lugassa an der Grenze zu Uato-Lari, der Saqueto, der Bebui, der Borouai und der Oiqui in Uato-Lari und der Molaiuai und der Uaidori in Uatucarbau.
16.100 Hektar um den Monte Mundo Perdido sind als Wildschutzgebiet und Important Bird Area ausgewiesen. Hier finden sich neben vielen endemischen Vogelarten auch zahlreiche, seltene Orchideen.

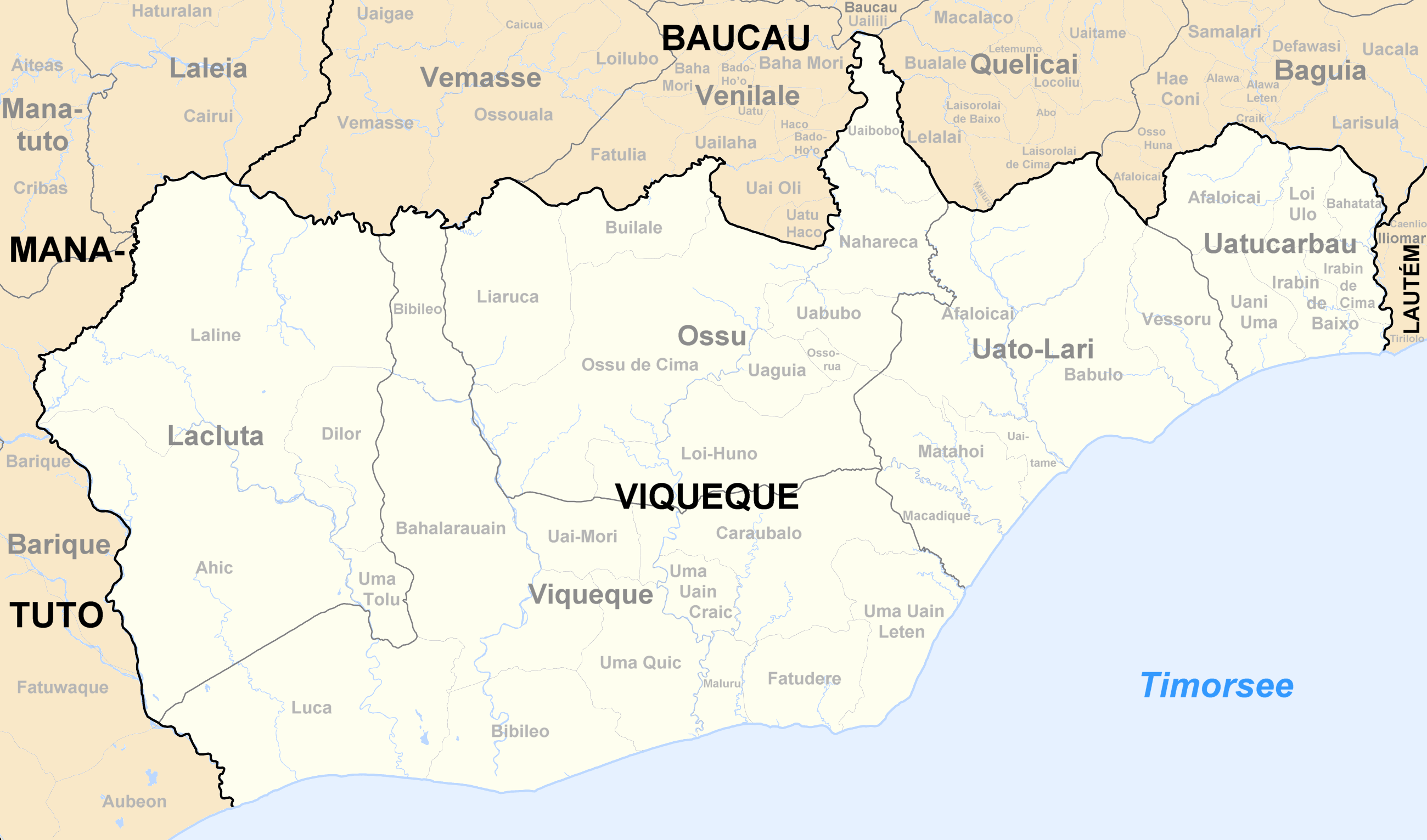
Administrative Grenzen 2003–2015
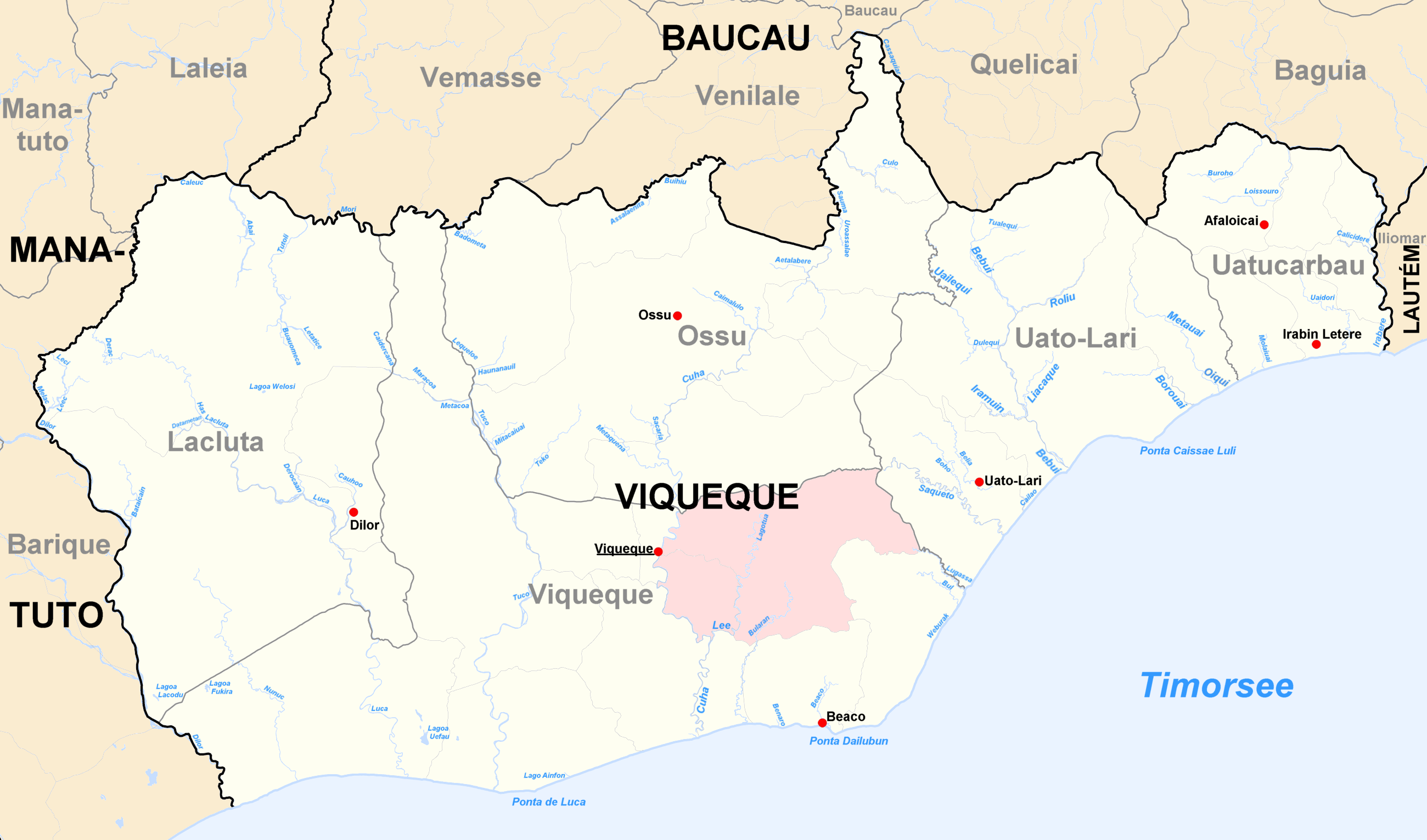
Flüsse und Ortschaften in der Gemeinde Viqueque (Grenzen bis 2015)
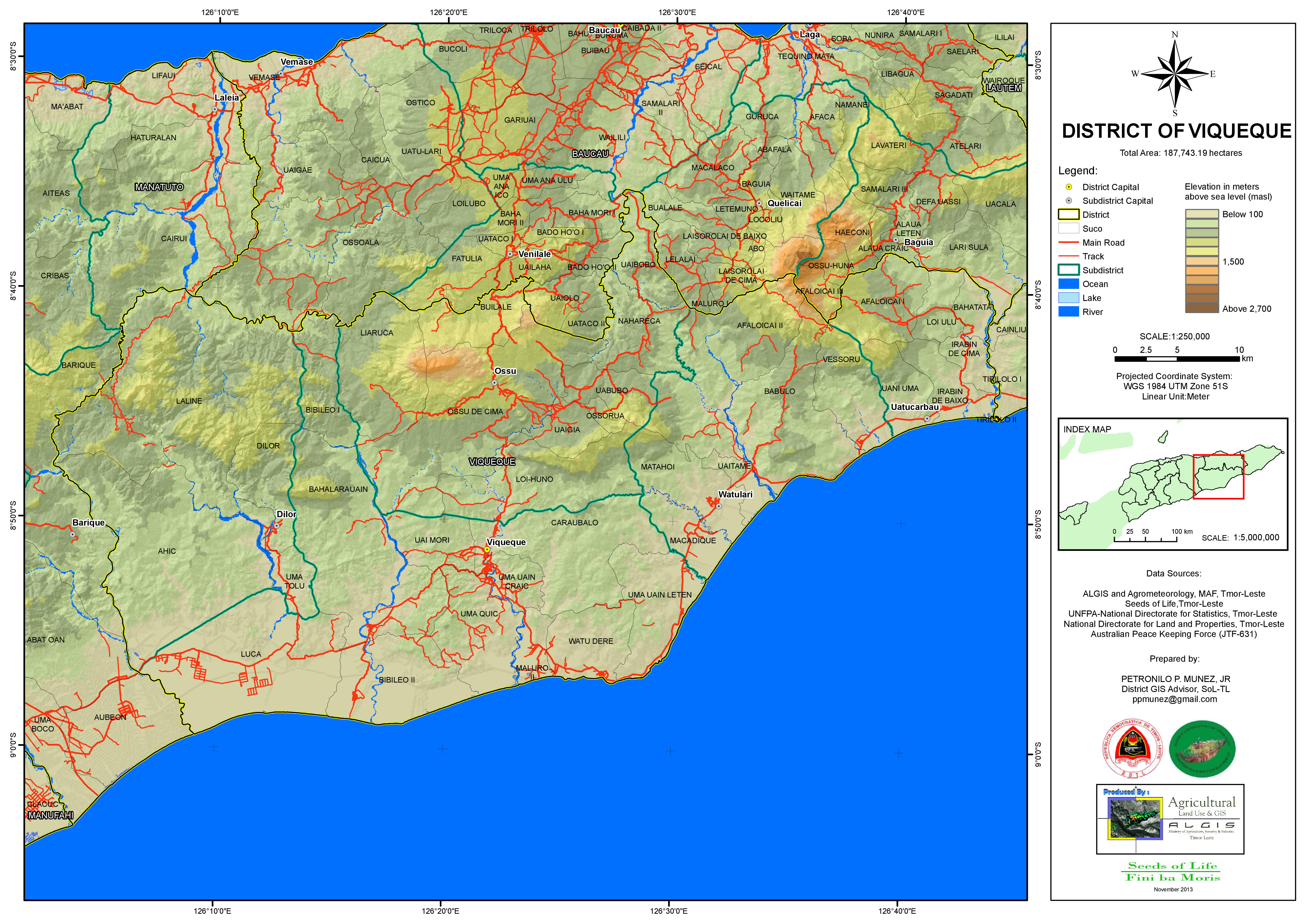
Straßennetz und Topographie Viqueques
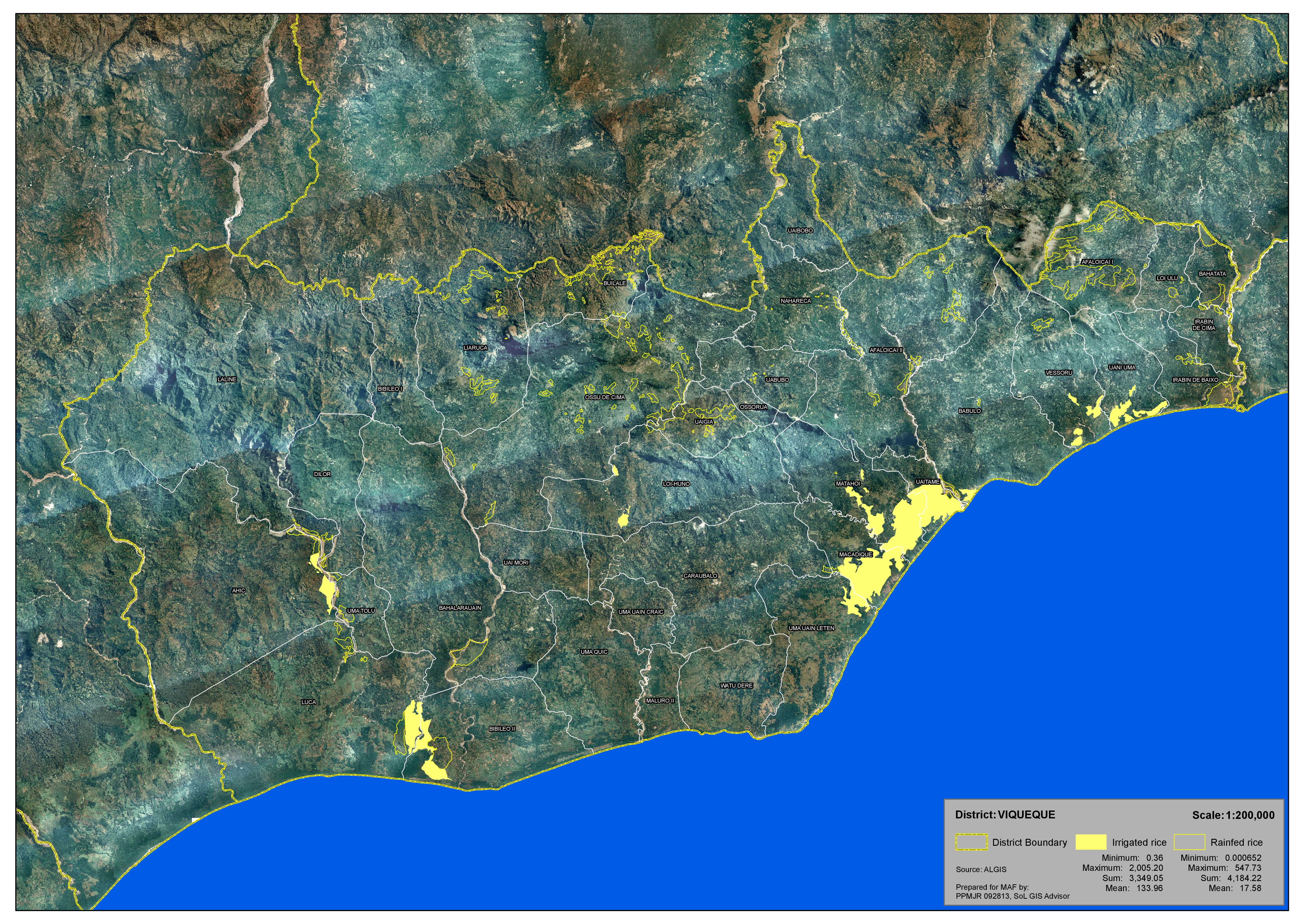
Reisanbaugebiete in Viqueque

### Entfernungen
| Entfernungen [km] |         |      |           |            |          |
| Ort               | Lacluta | Ossu | Uato-Lari | Uatucarbau | Viqueque |
| Lacluta           |         | 40   | 57        | 96         | 23       |
| Ossu              | 40      |      | 61        | 90         | 17       |
| Uato-Lari         | 57      | 61   |           | 44         | 44       |
| Uatucarbau        | 96      | 90   | 44        |            | 73       |
| Viqueque          | 23      | 17   | 44        | 73         |          |

Die Stadt Viqueque liegt von der Landeshauptstadt Dili 199 Kilometer entfernt.

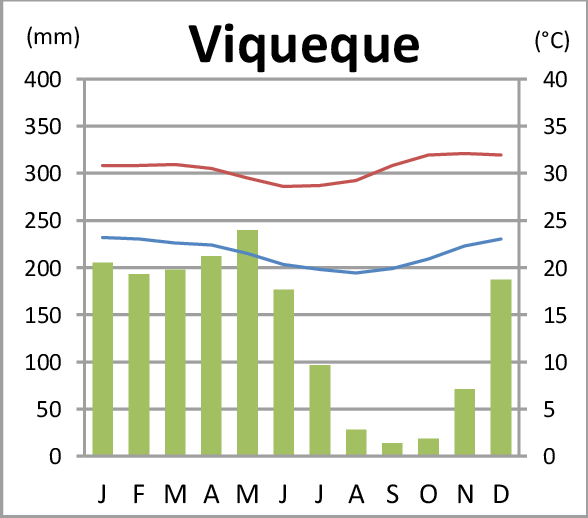
Klimadiagramm von Viqueque

### Klima
Die Trockenzeit dauert von Juli bis Oktober, die Regenzeit von November bis Juni. Die Durchschnittstemperaturen liegen zwischen 29 °C (November) und 25 °C (Juli/August). Die durchschnittlichen Höchsttemperaturen schwanken zwischen 31 °C (Oktober bis Dezember) und 27 °C (Juli), die durchschnittlichen Tiefsttemperaturen zwischen 27 °C (Dezember) und 23 °C (Juli/August).

## Einwohner

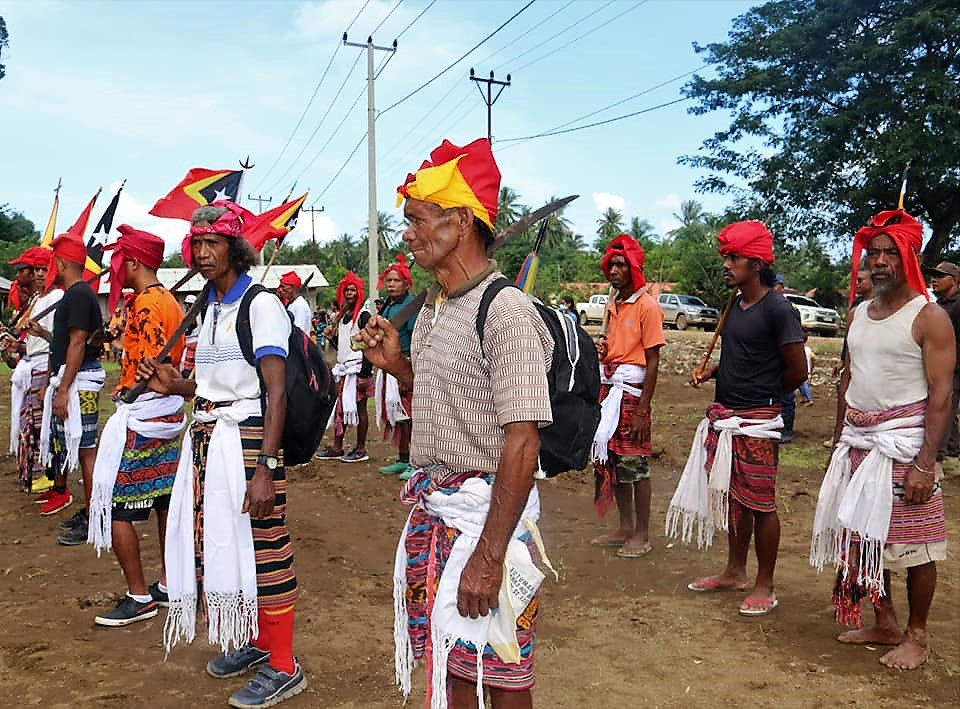
Moradores aus Uani Uma (2022)

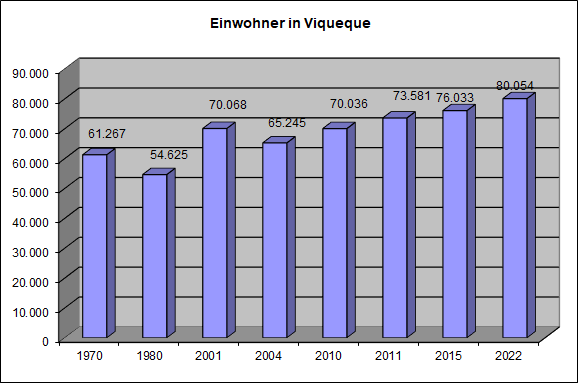
Entwicklung der Einwohnerzahl in Viqueque

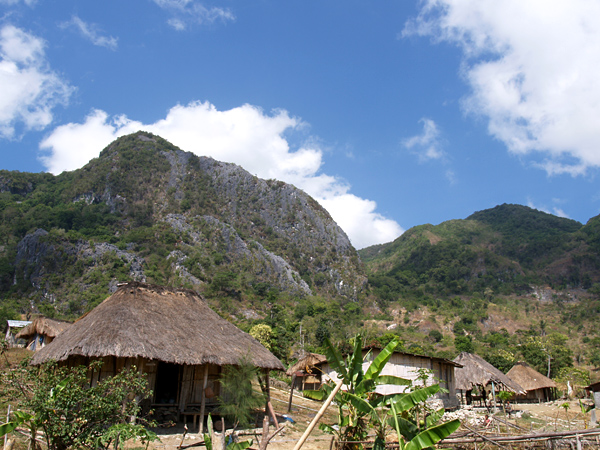
Dorf nahe dem Monte Mundo Perdido

In Viqueque leben 80.176 Menschen (2022, 2011: 73.581 Einwohner), davon sind 40.363 Männer und 39.813 Frauen. Auf 101 Männern kommen 100 Frauen Der Altersdurchschnitt liegt bei 18,5 Jahren. Durch die starke Abwanderungsbewegung in die Landeshauptstadt Dili hat Viqueque mit 0,8 % das niedrigste jährliche Bevölkerungswachstum aller Gemeinden Osttimors. Zwischen 1990 und 2004 wuchs die Zahl der Einwohner jährlich noch um 0,95 %. Hatte 2004 in Lacluta jede Frau durchschnittlich 5,92 Kinder, stieg die Anzahl in Viqueque auf 6,20, in Uato-Lari auf 6,54 und 7,20 Kinder in Ossu, bis auf 7,26 Kinder pro Frau in Uatucarbau an (Landesdurchschnitt 6,99). Die Kindersterblichkeit lag 2002 in Uatucarbau bei 85 Todesfällen pro 1000 Lebendgeburten (1996:144), in Viqueque bei 108 (138), in Uato-Lari bei 110 (139), in Ossu bei 131 (137) und in Lacluta bei 143 (122). Uatucarbau kann somit auf einen der stärksten Rückgänge der Kindersterblichkeit in den letzten Jahren verweisen. Es ist aber das einzige Verwaltungsamt Viqueques, der damit unter dem Landesdurchschnitt von 98 liegt. Ossu und Lacluta gehören zu den acht Verwaltungsämtern Osttimors mit der höchsten Kindersterblichkeit. In Lacluta stieg sie entgegen dem Landestrend zwischen 1996 und 2002 sogar um 17 % an.
Viqueque ist ein Kernland der Ethnie der Tetum, die Gemeinde ist eine Kernregion ihrer austronesischen Sprache. Im Osten Viqueques leben Makasae. 42,3 % sprechen die Papuasprache Makasae (größte Volksgruppe in den Verwaltungsämtern Ossu und Uato-Lari) als Muttersprache; 29,0 % sprechen Tetum, (25,4 % Tetum Terik in den Verwaltungsämtern Lacluta und Viqueque, 3,6 % Tetum Prasa). 18,3 % der Einwohner sprechen Naueti um die Orte Uato-Lari und Uatucarbau, 3,7 % Kairui und 6,0 % Midiki, deren Sprecher nahe Ossu sie Osomoko nennen. Auch in Lacluta wird Midiki gesprochen. Naueti, Kairui und Midiki gehören zu den Kawaimina-Sprachen. Berücksichtigt man auch die Zweitsprachen, so sprachen 2015 85,2 % Tetum, 40,5 % Bahasa Indonesia, 28,6 % Portugiesisch und 12,3 % Englisch. Die sprachliche Zerstückelung der Gemeinde hat dazu geführt, dass sich die Bewohner mehr mit ihren jeweiligen Heimatdörfern identifizieren, als mit der Ethnie, zu der sie gehören.
2004 waren 94,6 % der Einwohner Katholiken, 4,0 % Protestanten, 1,0 % Anhänger der traditionellen, animistischen Religion Timors und 0,3 % Muslime. Bei der Volkszählung 2015 registrierte man 97,08 % Katholiken, 2,51 % Protestanten, 0,28 % Muslime, nur noch 52 Animisten und 43 andere.

Traditionelle Tracht in Viqueque
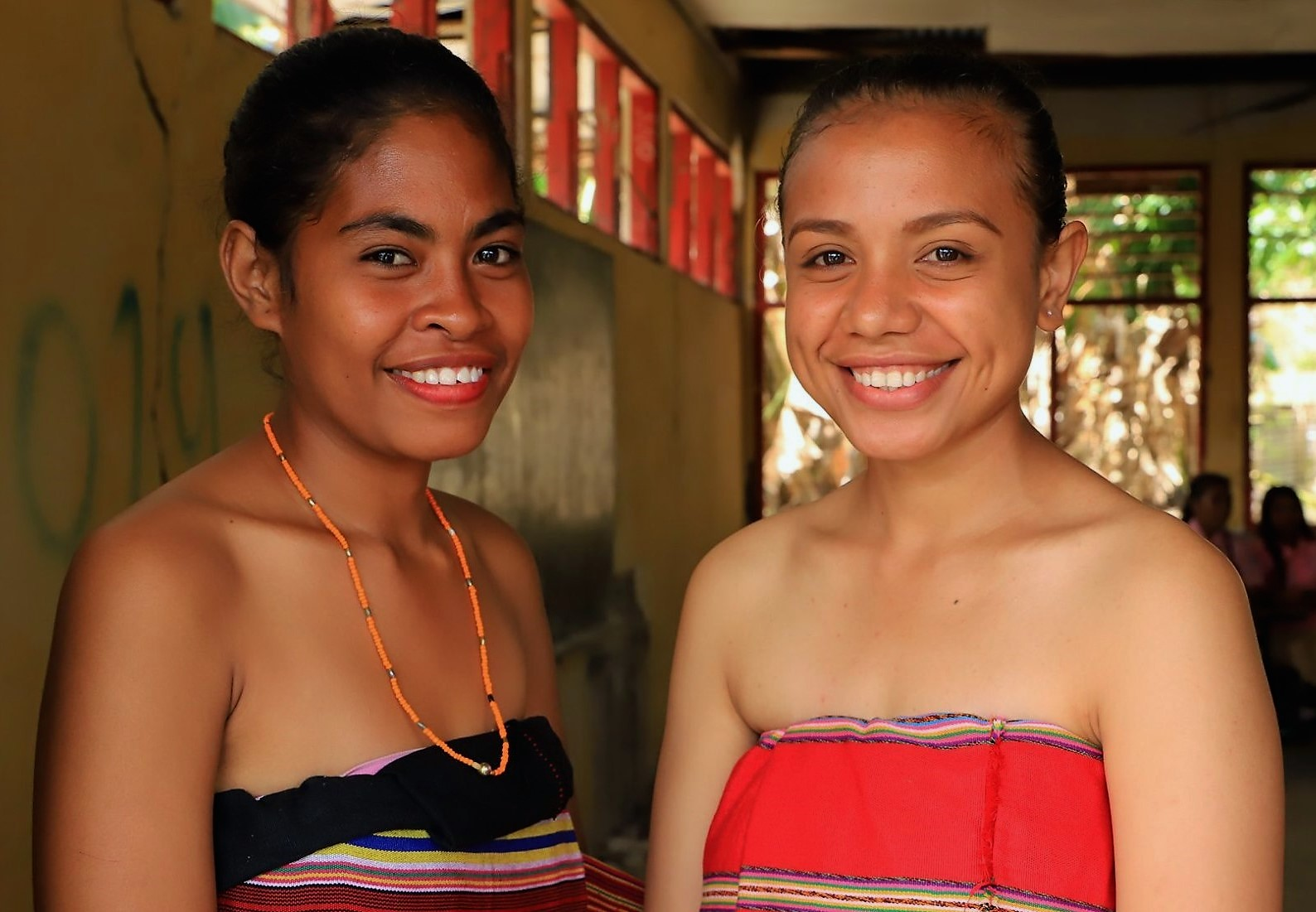
Frauen in der traditionellen Tracht
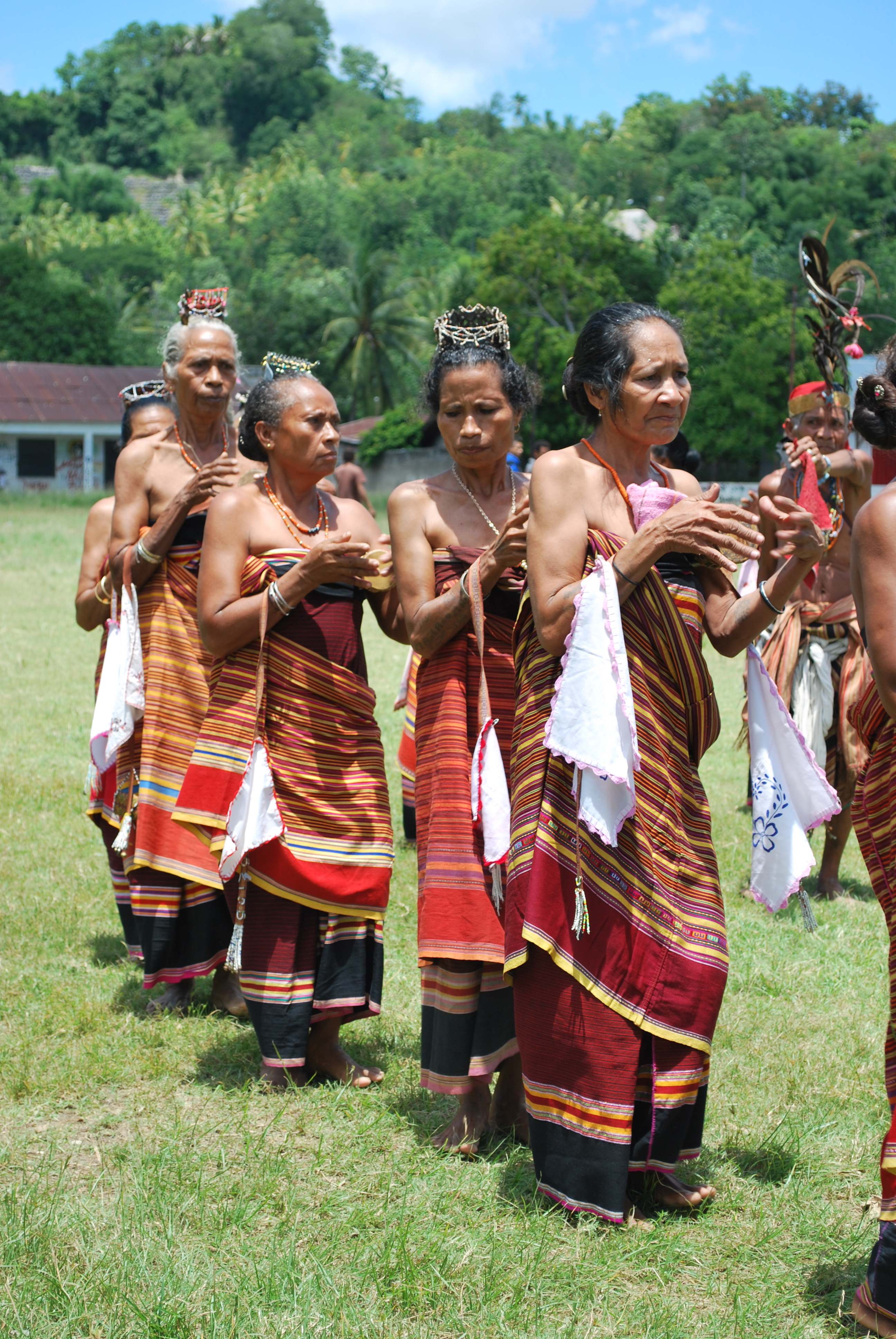
Tebe Dahur-Tanz
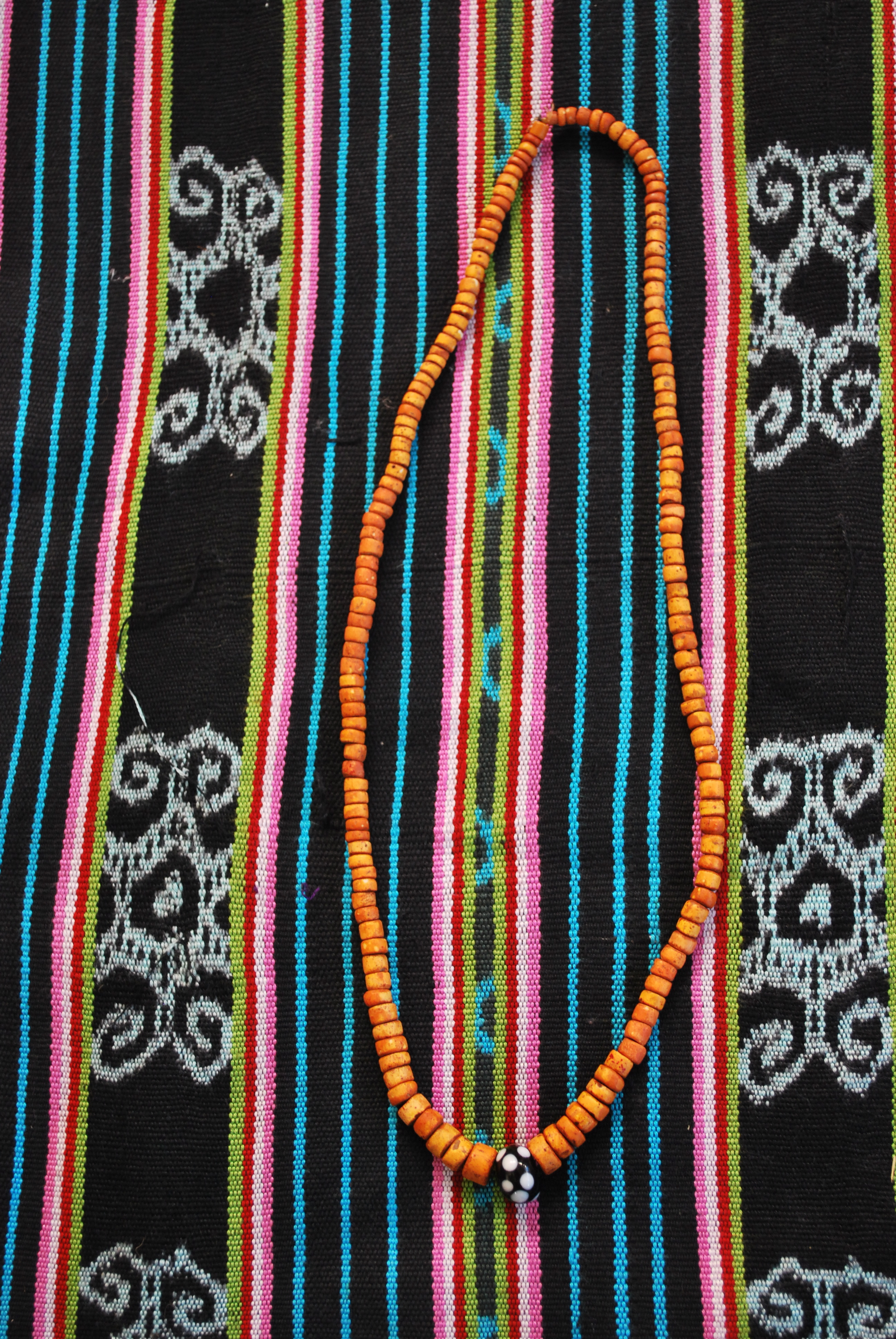
Mutissala, eine traditionelle Halskette
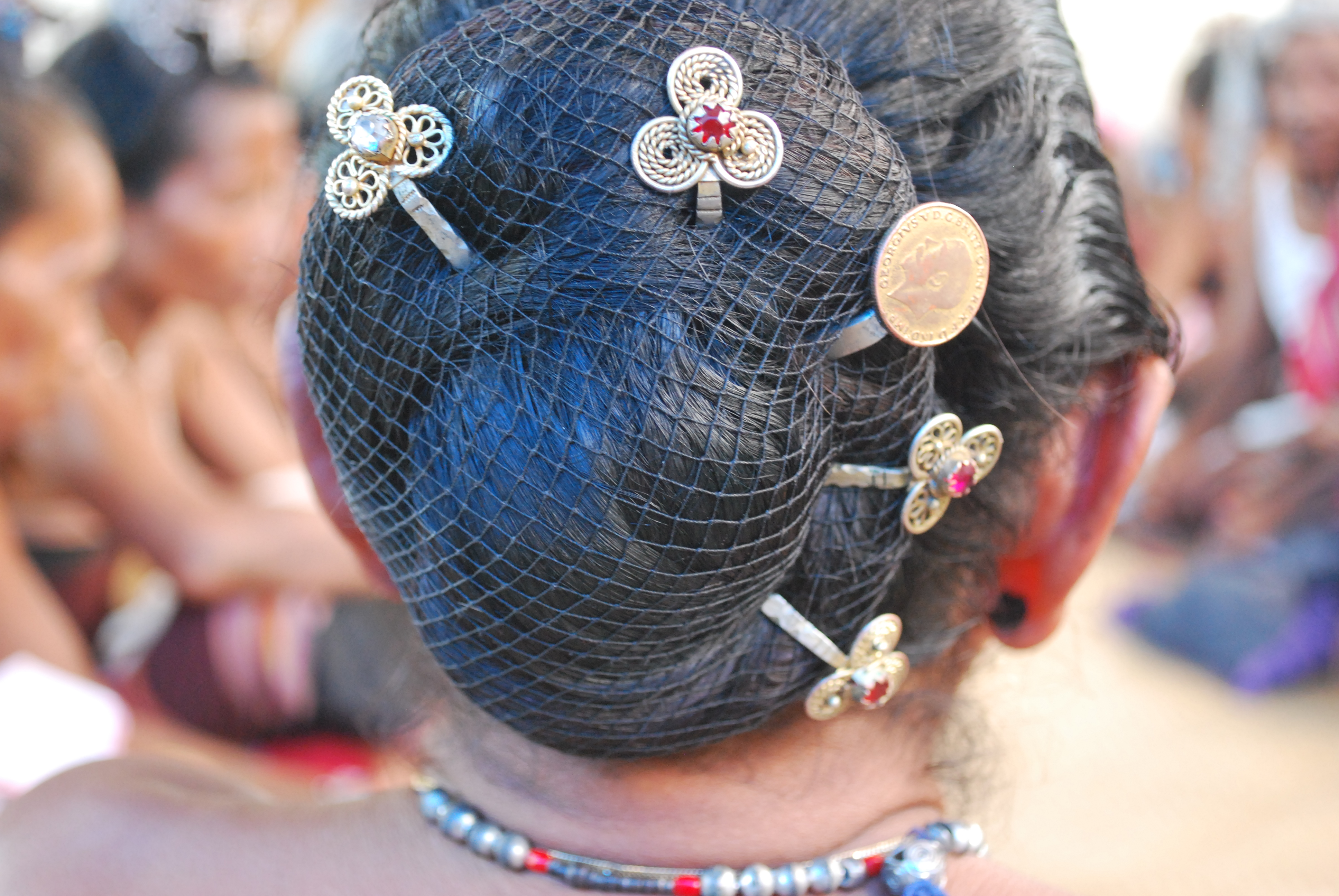
Haarschmuck

Von den Einwohnern, die drei Jahre oder älter sind, besuchten 2015 38,8 % eine Schule. 26,3 % hatten die Schule verlassen. Nie eine Schule besucht haben 33,6 %, was 4,7 % über dem Landesdurchschnitt entspricht. 5,2 % der Einwohner Viqueques haben nur die Vorschule besucht, knapp ein Drittel nur die Grundschule. Weiterführende Schulen haben knapp ein Viertel der Einwohner abgeschlossen. Ein Diplom oder abgeschlossenes Studium können 3,7 % vorweisen, was der Hälfte des Landesdurchschnitts entspricht. Die Analphabetenrate betrug 2015 16,9 % (Frauen: 16,5 %; Männer: 17,3 %). 2004 lag sie noch bei 61,0 %.
| Schulbildung | Schulbildung  | Schulbildung   | Schulbildung        |           | Schulabschluss | Schulabschluss | Schulabschluss | Schulabschluss           | Schulabschluss | Schulabschluss | Schulabschluss |
|              | in der Schule | Schule beendet | nie in einer Schule | Vorschule | Grundschule    | Prä- Sekundär  | Sekundär       | Diplom / Fach-hochschule | Universität    | Kein Abschluss |                |
| Frauen       | 36,7 %        | 24,7 %         | 37,4 %              | 5,0 %     | 27,9 %         | 13,3 %         | 10,5 %         | 0,4 %                    | 2,2 %          | 1,2 %          |                |
| Männer       | 40,9 %        | 28,0 %         | 29,9 %              | 5,5 %     | 32,5 %         | 12,6 %         | 11,8 %         | 1,0 %                    | 3,8 %          | 0,9 %          |                |
| Gesamt       | 38,8 %        | 26,3 %         | 33,6 %              | 5,2 %     | 30,2 %         | 12,9 %         | 11,1 %         | 0,7 %                    | 3,0 %          | 1,1 %          |                |

## Geschichte

### Früh- und Kolonialzeit

Gouverneur José Celestino da Silva (1894–1908) zu Besuch im Reich von Viqueque. Neben ihn der Herrscher Brigadeiro D. Mateus da Costa Rangel Sarmento Pinto.

Viqueque, Lacluta, Bibiluto und Luca waren traditionelle Reiche Timors, die von einem Liurai regiert wurden. Sie erscheinen auf einer Liste von Afonso de Castro, einem ehemaligen Gouverneur von Portugiesisch-Timor, der im Jahre 1868 47 Reiche aufführte. Auch Ossu und Ossorua waren solche Reiche. Der Einfluss Lucas reichte zeitweise bis in die heutige Gemeinde von Baucau. Während der Rebellion von Cová 1868 unterstützten Viqueque und Luca die portugiesischen Kolonialherren mit eigenen Truppen und im April 1896 unterzeichnete der Liurai von Luca einen Vertrag über seinen Vasallenstatus.
Mit Schaffung der Militärkommandanturen 1860 wurden die Reiche von Bibiluto, Viqueque, Luca, Lacluta, Dilor, Bibico und Barique in der Militärkommandantur Viqueque zusammengefasst. Im Januar 1934 führte man mit den Circunscrições (deutsch Verwaltungsbezirk) ein ziviles Verwaltungssystem für die Kolonie ein. Viqueque wurde zu Baucau geschlagen, so dass der neue Verwaltungsbezirk von der Straße von Wetar im Norden bis zur Timorsee im Süden reichte. 1936 wurde der Verwaltungsbezirk in São Domingos umbenannt.
Als die Japaner 1943 die Region besetzten war vor allem im Osten Viqueques die koloniale Administration noch jung und die Christianisierung noch nicht weit fortgeschritten. Uato-Lari litt stark unter den Folgen der Kämpfe zwischen japanischer Armee und australischen Guerilla-Einheiten im Berg- und Hügelland. Die Japaner forderten Unterstützung durch die einheimischen Führer ein und zwangen ganze Dörfer zum Beispiel zum Straßenbau. Andere Dörfer unterstützten die alliierten Soldaten, so dass Animositäten zwischen den Clans entstanden, die noch Jahrzehnte später zu spüren sind. Nach Ende des Krieges bestraften die Portugiesen „Kollaboration“ mit den Japanern hart, was unter einigen lokalen Adligen zu Groll gegen die Kolonialverwaltung führte.
Mit der Wiederherstellung der kolonialen Verwaltungsstrukturen wurden nach dem Zweiten Weltkrieg Baucau und Viqueque wieder voneinander getrennt. Uatucarbau und Lacluta wurden Viqueque zugeschlagen.

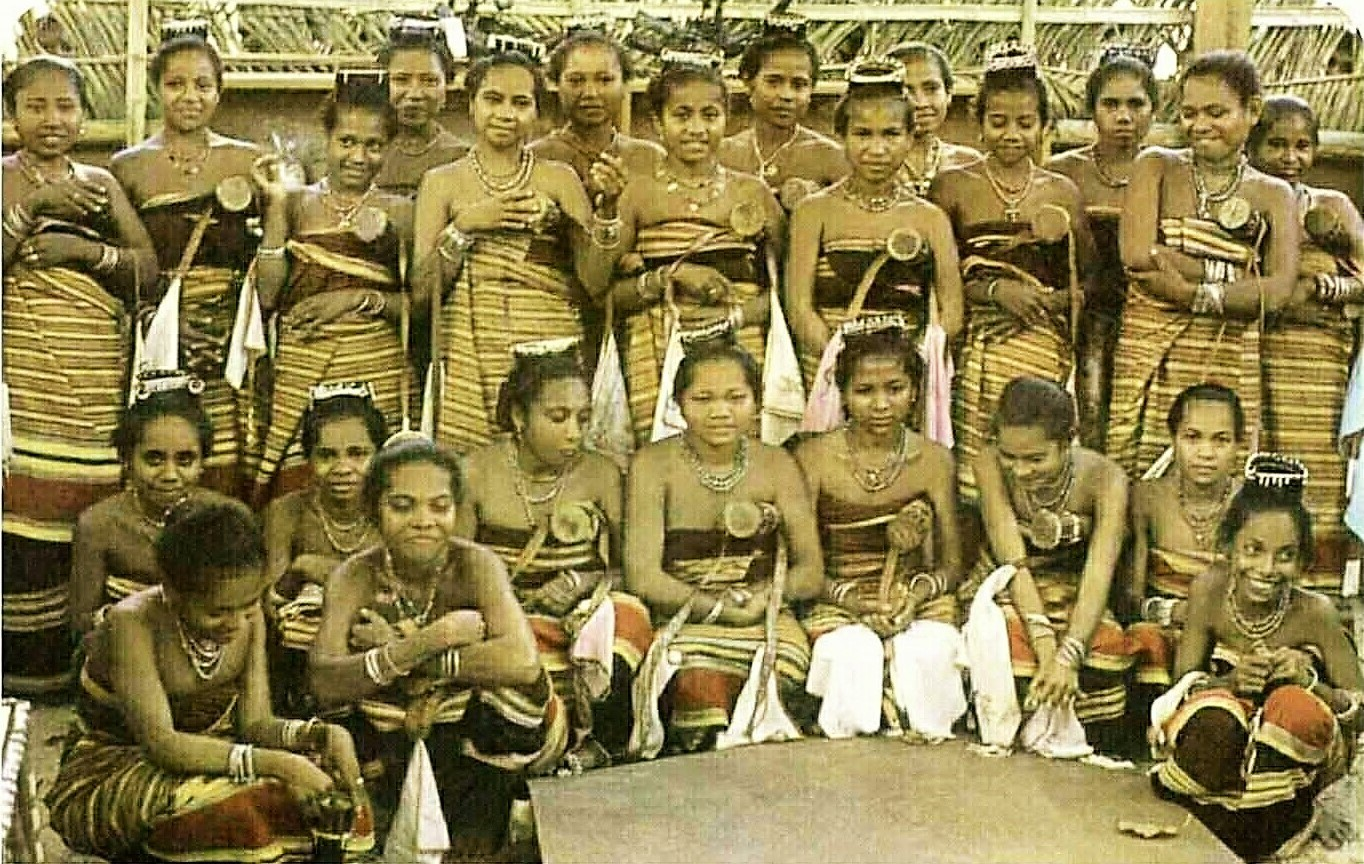
Mädchen aus Viqueque (1967)

Von Uato-Lari aus dehnte sich 1959 eine der letzten großen Rebellionen gegen die portugiesische Kolonialherrschaft auf die benachbarten Gebiete aus. Während der Viqueque-Rebellion kamen etwa 1000 Timoresen ums Leben. Die Anführer des Aufstands wurden nach Afrika in die Verbannung geschickt. Geschürt war die Rebellion durch Indonesier worden, die in Portugiesisch-Timor Asyl gefunden hatten und dann in Uato-Lari angesiedelt worden waren. Ob es sich bei ihnen um indonesische Separatisten oder Agenten handelte, ist nicht gesichert geklärt.
In dieser Zeit war Viqueque über den Landweg noch schlecht zu erreichen. Die Straße von Baucau aus war ständig durch Erdrutsche und starke Regenfälle in Mitleidenschaft gezogen, so dass noch in den 1960er Jahren oft das Pferd dem Auto als Transportmittel vorgezogen wurde.

### Indonesische Besetzung und osttimoresische Unabhängigkeit

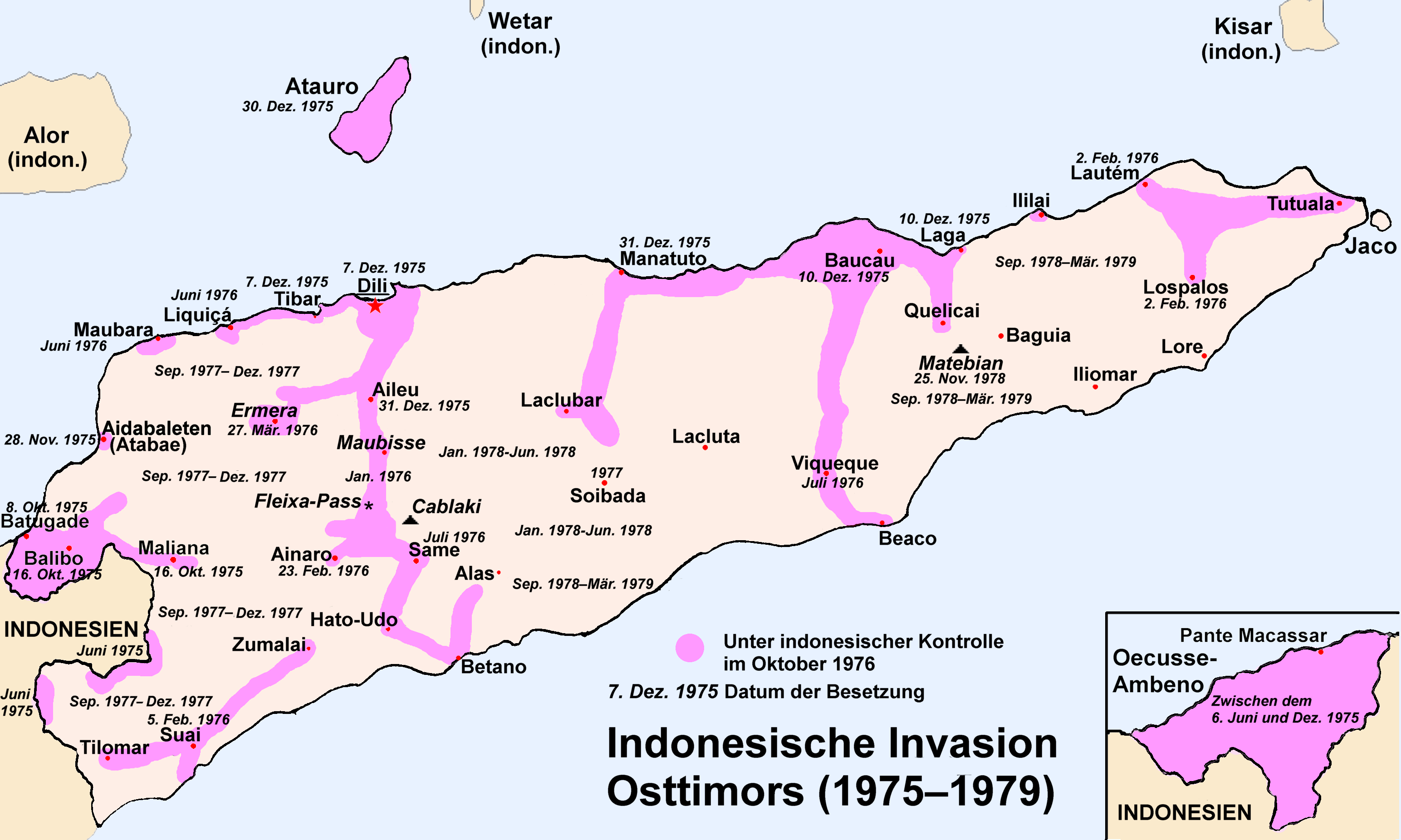
Verlauf der indonesischen Invasion (1975–1979)

Nach der Unabhängigkeitserklärung Osttimors 1975 startete Indonesien mit einer großangelegten Invasion in das Nachbarland. Unter anderem landeten Einheiten in Beaco (Verwaltungsamt Viqueque). Bis Oktober 1976 wurden der Ort Viqueque und die Verbindungen zur Küste und nach Baucau im Norden besetzt. Mehrere bases de apoio entstanden, in denen die geflohene Zivilbevölkerung von der Widerstandsbewegung FALINTIL angesiedelt wurde. Ab September 1978 begann die indonesische Armee mit der Zerstörung der Basen und der Besetzung der letzten Widerstandsgebiete in Viqueque und Baucau. Die Menschen wurden auseinandergetrieben oder gefangen genommen. Bis März 1979 waren die damaligen Distrikte vollständig unter indonesischer Kontrolle.
Wegen der Invasion flohen die Bewohner des Dorfes Afaloicai in Camps am Matebian. Nach deren Zerstörung kehrten sie am 22. November 1978 in ihr Dorf zurück. Dort wurde ihnen von Soldaten des indonesischen Infanteriebataillons 502 befohlen, sich auf einem Feld zu versammeln. Die Soldaten wählten 13 kräftig aussehende Männer aus, die als TBOs dienen sollten. Sie wurden in das ehemalige portugiesische Verwaltungsgebäude gebracht, wo sie gefesselt und verhört wurden, während man sie mit Elektroschocks folterte. Währenddessen wurden fünf Hansip angewiesen, Gräber für die 13 Männer an einem Ort namens Garaulu (Gara-Ulu) auszuheben. Nach zwei Tagen Verhör wurden die Gefangenen am 22. November nach Garaulu gebracht und von den Soldaten erschossen. Danach wurden die Toten von den Hansip begraben. Eine andere Quelle gibt an, die Leichen seien ins Wasser geworfen worden. Einer der Hansip sagte später aus, dass es sich bei den Ermordeten um einfache Kämpfer der FALINTIL gehandelt hatte.
In Afaloicai und Irabin Letarea (Irabin de Baixo) gab es Ende 1979 indonesische Lager für Osttimoresen, die zur besseren Kontrolle von den Besatzern umgesiedelt werden sollten. 1981 sollten 700 Familien aus ganz Viqueque und aus Barique (Distrikt Manatuto) nach Atauro deportiert werden. Das Eingreifen des Administrators von Lacluta verhinderte letztlich, dass Familien aus seinem damaligen Subdistrikt auf die Insel gehen mussten. Von den anderen starben viele an Hunger, Krankheiten und den Klimawechsel. Erst 1985/1986 kehrten einige Deportierte wieder in ihre alte Heimat zurück. Im März 1981 wurde Xanana Gusmão in Lacluta auf einer geheimen Nationalkonferenz zum Nachfolger des getöteten Nicolau dos Reis Lobatos als Chef der FALINTIL gewählt. Am 7. September wurden 500 Frauen und Kinder am St. Antonius-Schrein in Lacluta bei einem Massaker der indonesischen Besatzungsarmee getötet. 1983 starben durch die indonesische Armee fast 300 Menschen beim Kraras-Massaker in der Region um den Ort Kraras (Krarás, Kararas). Das Gebiet im Verwaltungsamt Viqueque, südlich von Bibileo, wird heute das Tal der Witwen genannt.
Im Oktober 1986 gelang es der FALINTIL die Stadt Viqueque für drei Tage zu besetzen.

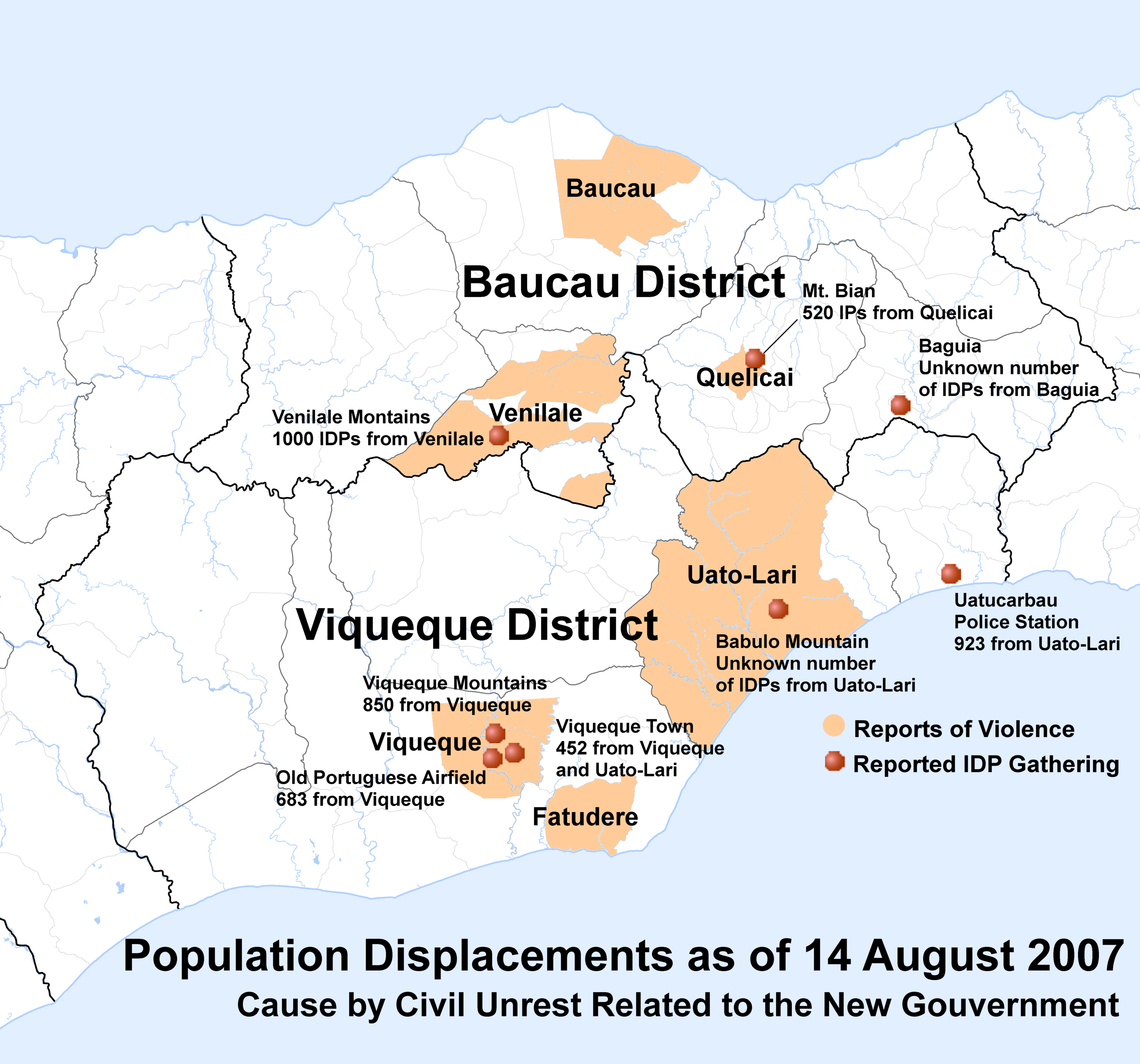
Flüchtlinge (IDP) in Osttimor nach den Parlamentswahlen 2007.

1999 musste auch Viqueque schwer unter der Gewalt der pro-indonesischen Milizen und der indonesischen Armee leiden. Hier hatte die Miliz Makikit ihr Operationsgebiet. Viele öffentliche Einrichtungen wurden zerstört. Etwa 10.000 Menschen wurden zwangsdeportiert. Am 20. September verließen vier Schiffe Beaco mit etwa 4000 Zivilisten an Bord und brachte sie nach Westtimor. Schätzungsweise 2149 Wohnhäuser und 70 % der Schulgebäude wurden zerstört.
Weitere Zerstörungen im Ort Viqueque entstanden durch die Boro Matan-Unruhen 2001.
Am 30. März 2007 kam es in Viqueque nach einer Wahlkampfveranstaltung des Premierministers José Ramos-Horta zur Präsidentschaftswahl 2007 zu Zusammenstößen zwischen seinen Anhängern und Anhängern der bisher dominierenden Partei FRETILIN. Dabei wurden 20 Menschen verletzt. Zwei Monate später, am 3. Juni 2007, wurde bei einer Wahlkampfveranstaltung zu den Parlamentswahlen 2007 von Ex-Präsident Xanana Gusmão einer seiner Anhänger erschossen. Ebenso nach der Übernahme des Amtes als Premierminister durch Gusmão am 8. August. Etwa 3000 Menschen flohen aus ihren Häusern, vor allem um die Stadt Viqueque, in Fatudere und in Uato-Lari.
Uato-Lari gilt allgemein als Unruheprovinz. Regelmäßig kommt es hier zu gewaltsamen Zwischenfällen, zuletzt 2012 nach den Parlamentswahlen 2012.
2014 wurden die Distrikte in ganz Osttimor in „Gemeinden“ und die Subdistrikte in „Verwaltungsämter“ umgewandelt.
Am 3. Mai 2021 gab es eine große Explosion am Schlammvulkan von Raitahu, bei der ein riesiger Feuerball in den Himmel schoss.

## Politik

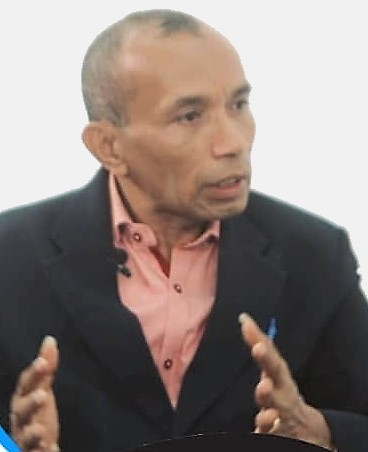
Administrator Gregorio Henriques

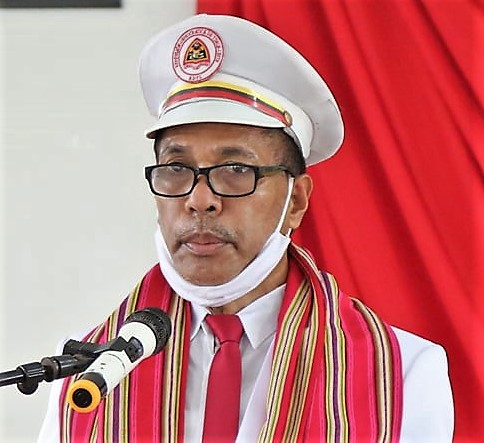
Administrator Januário Soares

Der Administrator der Gemeinde wird von der Landesregierung in Dili ernannt. Während der Besatzungszeit ernannte die indonesische Regierung den Bupati.
Ab März 1999 war Martinho Fernandes aus Uato-Lari Bupati von Viqueque und folgte damit Oberstleutnant I. Ketut Lunca. Fernandes wird eine aktive Rolle bei der Unterstützung der pro-indonesischen Milizen vorgeworfen.
Von November 2000 bis September 2001 war dies Ilda Maria da Conceição. Von 2002 bis 2014 war Francisco da Silva Administrator. Administrator Gregorio Henriques wurde am 14. Januar 2021 von Januário Bolly Soares abgelöst. 2024 übernahm Francisco Cruz Simões de Gonzaga Soares.
Bei den Wahlen zur verfassunggebenden Versammlung, aus der später das Nationalparlament hervorging, gewann die FRETILIN in Viqueque 74,95 % der Stimmen. Auch das damalige Direktmandat ging an den Kandidaten der FRETILIN. Bei den Parlamentswahlen 2007 erhielt die FRETILIN mit 59,84 % erneut die meisten Stimmen. Bei den Parlamentswahlen 2012 erhielt sie wieder die absolute Mehrheit mit 59,52 %. 2017 erhielt die FRETILIN in Viqueque 52,9 %. Bei den vorgezogenen Neuwahlen 2018 bekam die FRETILIN 62,4 % der Stimmen.
Bei der ersten Runde der Präsidentschaftswahlen 2007 konnte Francisco Guterres von der FRETILIN in Viqueque 65,53 % der Stimmen auf sich vereinen, während der unabhängige Kandidat und spätere Wahlsieger José Ramos-Horta 17,26 % erhielt. Bei der Stichwahl erhielt Guterres in Viqueque 67,97 %, Ramos-Horta 32,03 %. 2012 erhielt Guterres in Viqueque über 58 %. In der zweiten Runde erhielt er 66,08 %, der spätere Wahlsieger Taur Matan Ruak 33,92 %. Bei den Präsidentschaftswahlen 2017 holte Francisco Guterres sowohl in seiner Heimatgemeinde Viqueque, als auch landesweit die meisten Stimmen. Ebenso 2022, unterlag aber landesweit José Ramos-Horta.

## Wirtschaft
| Anteil Haushalte mit …   |             |                       |
| Ackerbau                 |             |                       |
| Feldfrüchte              | Anteil 2010 | Produktion 2008       |
| Mais                     | 49 %        | 14.880 t              |
| Reis                     | 43 %        | 12.114 t              |
| Maniok                   | 50 %        | 3.480 t               |
| Kokosnüsse               | 43 %        | -                     |
| Gemüse                   | 42 %        | 505 t (mit Obst)      |
| Kaffee                   | 14 %        | -                     |
| Viehzucht                |             |                       |
| Nutzvieh                 | Anteil 2010 | Anzahl der Tiere 2010 |
| Hühner                   | 77 %        | 33.901                |
| Schweine                 | 72 %        | 15.368                |
| Rinder                   | 25 %        | 8.570                 |
| Wasserbüffel             | 24 %        | 8.042                 |
| Pferde                   | 28 %        | 3.660                 |
| Ziegen                   | 24 %        | 4.249                 |
| Schafe                   | 3 %         | 1.319                 |
| Ausstattung              |             |                       |
| Ausstattung              | Anteil 2010 | Anzahl der Haushalte  |
| Radio                    | 21 %        | 2.894                 |
| Fernsehen                | 13 %        | 1.856                 |
| Telefon (Mobil/Festnetz) | 40 %        | 5.591                 |
| Kühlschrank              | 4 %         | 620                   |
| Fahrrad                  | 11 %        | 1.526                 |
| Motorrad                 | 8 %         | 1.058                 |
| Auto                     | 2 %         | 302                   |
| Boot                     | 2 %         | 234                   |

Laut der Volkszählung von 2010 arbeiten 44 % aller Einwohner, die zehn Jahre oder älter sind (Landesdurchschnitt: 42 %). 3 % sind arbeitslos (5 %). 59,0 % der Haushalte betreiben Ackerbau, 84,4 % Viehzucht (Stand: 2010). An den Küsten wird gefischt. Die Hälfte der Haushalte pflanzt Maniok an, fast ebenso viele Mais. Reis, Kokosnüsse und Gemüse wird jeweils von etwa 40 % der Haushalte angebaut. Die Zahlen entsprechen weitgehend dem Landesdurchschnitt, nur Reis wird hier fast doppelt so häufig angepflanzt. Dafür wird Kaffee mit 14 % der Haushalte nur halb so häufig angebaut. Hühner und Schweine finden sich in drei Viertel der Haushalte Viqueques, etwas häufiger als in ganz Osttimor. Ziegen, Rinder und Büffel finden sich in jedem vierten Haushalt, letztere damit doppelt so häufig wie im Landesdurchschnitt. Gleiches gilt für Pferde, die fast jeder dritter Haushalt besitzt. Sie sind noch immer ein wichtiges Transportmittel, denn
es gibt kaum Autos oder Motorräder. Schafe haben mit 3 %, wie allgemein in Osttimor, nur eine geringe Bedeutung.

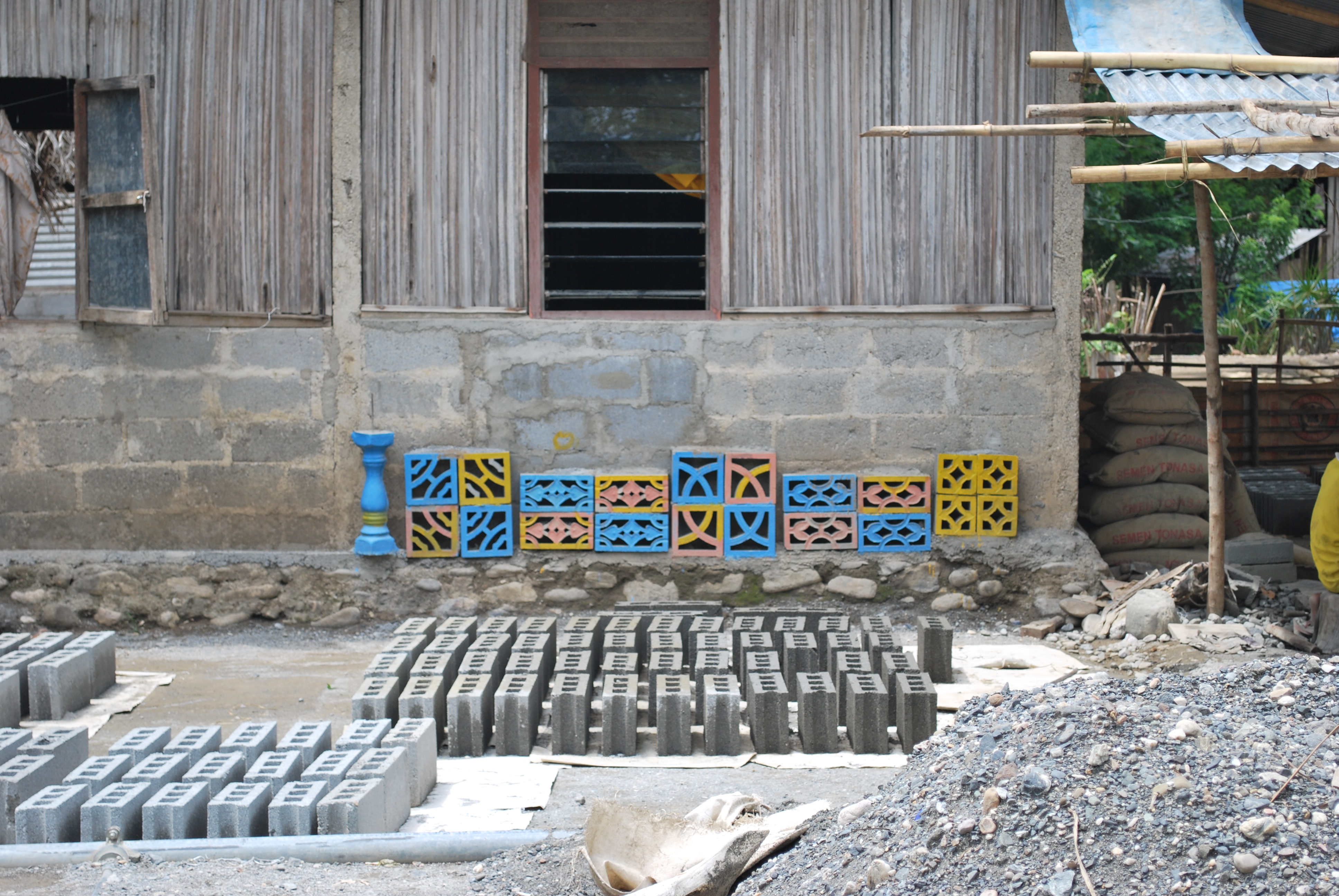
Herstellung von sonnengetrockneten Zementziegeln in Viqueque
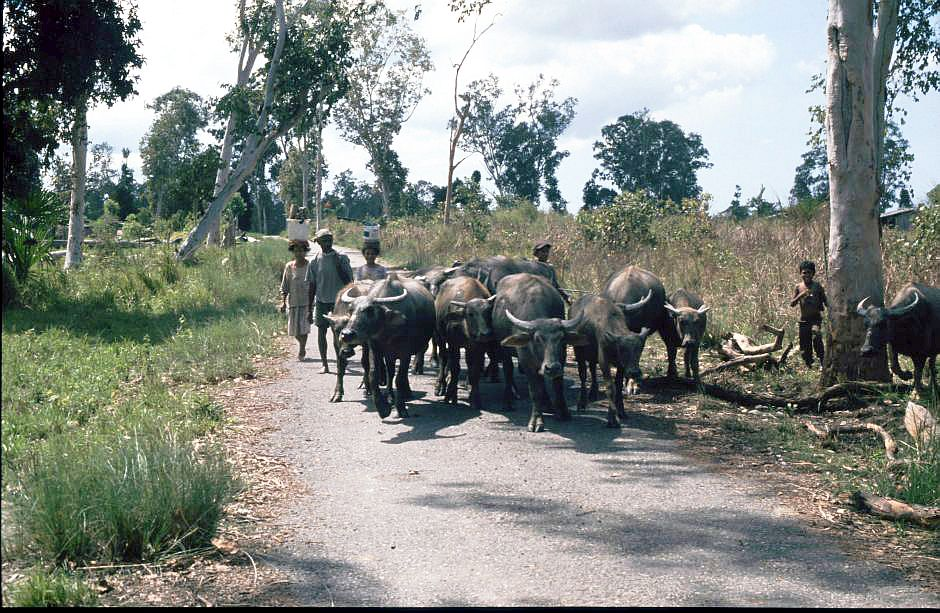
Wasserbüffel auf der Straße nach Viqueque
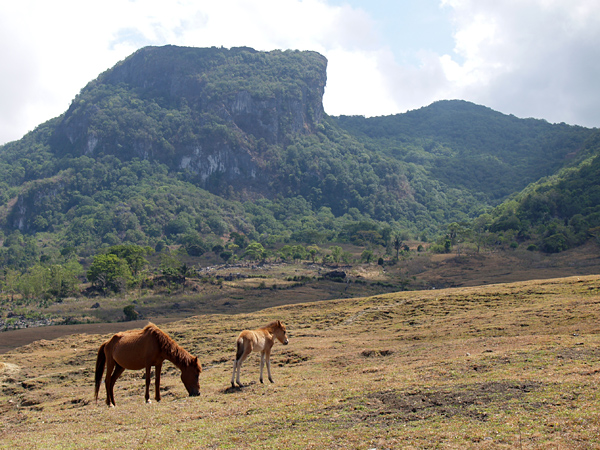
Timor-Ponys im Bergland von Viqueque

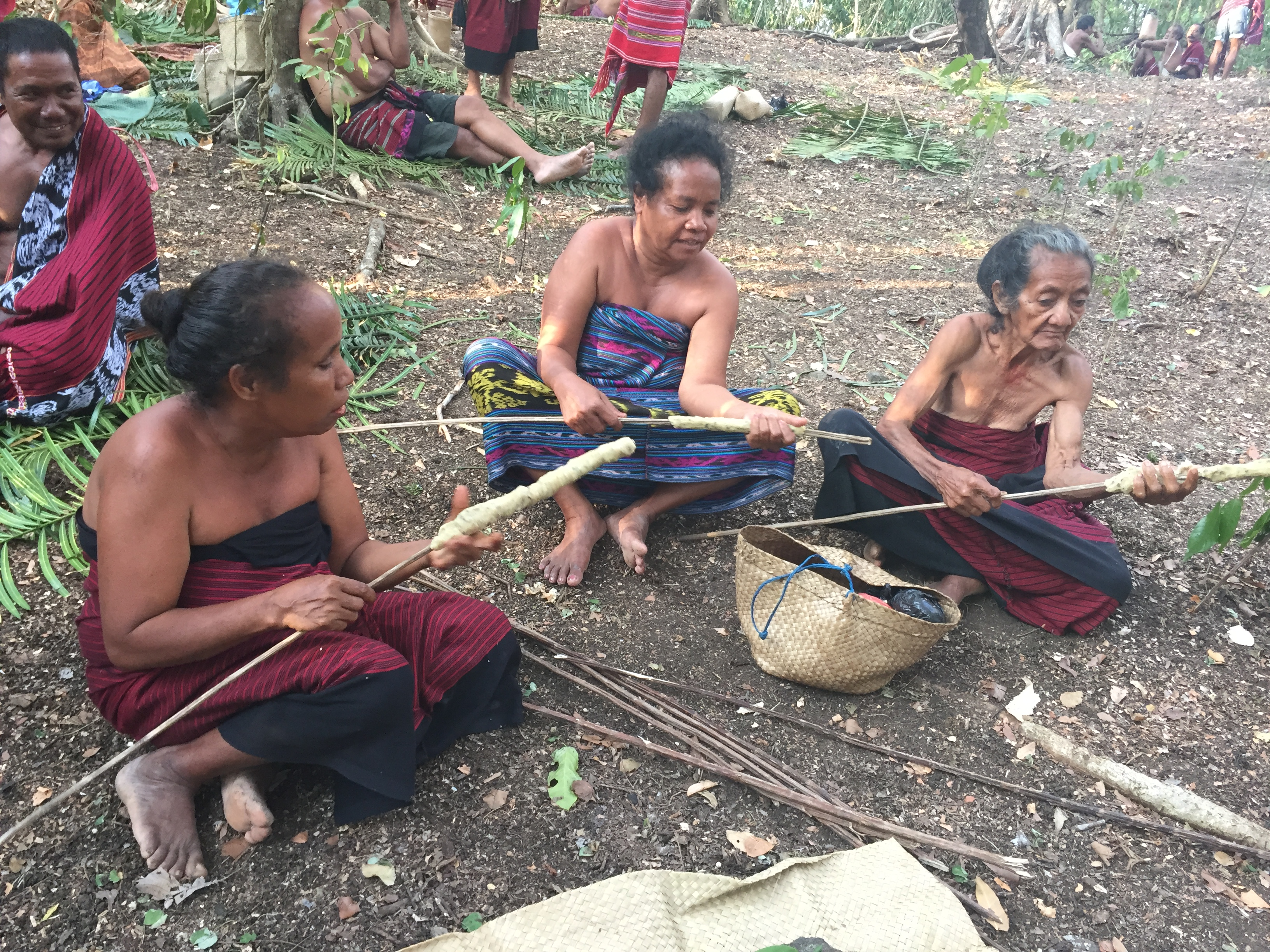
Frauen in Babulo bereiten Stöcke mit Lichtnusswachs als Festbeleuchtung vor

94 % der Haushalte Viqueques leben in ihrem eigenen Haus, bei weiteren 3 % gehört das Haus einem weiteren Familienmitglied. Nur 13 % aller Wohnhäuser bestehen aus Ziegeln oder Beton. Die meisten Wohnhäuser bestehen aus Bambus oder Palmwedeln, selten aus Natursteinen oder Holz. Die Hälfte der Dächer sind mit Palmwedeln, Bambus oder Stroh gedeckt, die andere Hälfte der Hütten hat Zink- und Eisenbleche. Bei fast der Hälfte der Wohnhäuser besteht der Boden aus gestampftem Lehm, nur jedes zehnte hat einen Boden aus Beton. Insgesamt sind die Naturmaterialien in Viqueque stärker verbreitet als im Landesvergleich.
Am 1. Juli 2012 wurde die Viqueque Power Substation eröffnet, die die Gemeinde mit Strom versorgt.
In Beaco soll ein Flüssigerdgasterminal für 943 Millionen US-Dollar von einer chinesischen Firma, innerhalb von vier Jahren gebaut werden, sobald die Finanzierung geklärt ist.
Der kommunale Radiosender Radio Povo Viqueque (RPV) sendet auf FM 97,9 MHz. Jeder fünfte Haushalt verfügt über ein Radio, nur 13 % über einen Fernseher.
| Anteil Haushalte mit …        |                              |                                        |                                        |                   |                         |                     |                         |               |
| … Hauswänden aus …            |                              |                                        |                                        |                   |                         |                     |                         |               |
| Ziegel/ Beton                 | Ziegel/ Beton                | Holz                                   | Bambus                                 | Lehm              | Eisen-/ Zinkblech       | Palmwedel           | Natursteine             | Sonstiges     |
| 13 %                          | 13 %                         | 2 %                                    | 40 %                                   | 0 %               | 1 %                     | 41 %                | 1 %                     | 1 %           |
| … Dächern aus …               | … Dächern aus …              | … Dächern aus …                        | … Dächern aus …                        | … Böden aus …     | … Böden aus …           | … Böden aus …       | … Böden aus …           | … Böden aus … |
| Palmwedel/ Stroh/ Bambus      | Eisen-/ Zinkblech            | Dachziegel                             | Sonstiges                              | Beton             | Fliesen                 | Boden/ Lehm         | Bambus/ Holz            | Sonstiges     |
| 49 %                          | 49 %                         | 0 %                                    | 1 %                                    | 10 %              | 3 %                     | 82 %                | 3 %                     | 2 %           |
| Trinkwasserversorgung durch … |                              |                                        |                                        |                   |                         |                     |                         |               |
| Leitung oder Pumpe im Haus    | Leitung oder Pumpe außerhalb | Öffentliche Leitung, Brunnen, Bohrloch | Öffentliche Leitung, Brunnen, Bohrloch | geschützte Quelle | nicht geschützte Quelle | Oberflächengewässer | Oberflächengewässer     | Sonstiges     |
| 3 %                           | 11 %                         | 25 %                                   | 25 %                                   | 12 %              | 20 %                    | 28 %                | 28 %                    | 1 %           |
| Energiequelle zum Kochen      | Energiequelle zum Kochen     | Energiequelle zum Kochen               | Energiequelle zum Kochen               | Lichtquelle       | Lichtquelle             | Lichtquelle         | Lichtquelle             | Lichtquelle   |
| Elektrizität                  | Petroleum                    | Holz                                   | Sonstiges                              | Elektrizität      | Petroleum               | Holz                | Lichtnuss/ Candle berry | Sonstiges     |
| 1 %                           | 3 %                          | 95 %                                   | 1 %                                    | 25 %              | 45 %                    | 3 %                 | 15 %                    | 11 %          |

## Persönlichkeiten
- António Freitas Parada (* 1935 in Ossu), Lehrer und indonesischer Beamter und Politiker
- Paulina Ribeiro (1950–2021), Unabhängigkeitskämpferin
- Francisco Guterres (* 1954), genannt Lú-Olo, Politiker der FRETILIN
- Falur Rate Laek (* 1955), Freiheitskämpfer und Offizier
- José Gusmão (1955–2022), Unabhängigkeitskämpfer
- Isabel Guterres (* 1958), Politikerin[61]
- Brígida Susana Esteves da Silva (* 1961), Leiterin der Generaldirektion für das Zollwesen
- Julieta de Jesus Panau (* 1961), Unabhängigkeitsaktivistin
- Francisca Guterres (1961–2022), Unabhängigkeitskämpferin
- Maria Rosa da Câmara (* 1962), Politikerin
- António Soares da Silva Mau Kalo (1962–2024), Freiheitskämpfer und Offizier
- Mateus da Cruz de Carvalho (* 1964), Politiker
- João Francisco de Fátima (1969–2020), Marineoffizier
- Agostinho de Vasconselos (1970–2014), protestantischer Geistlicher
- Vicente da Silva Almeida (* 7. März 1972 in Darenau; † 2019), stellvertretender Direktor der Fakultät für Politikwissenschaften an der Universidade Nasionál Timór Lorosa’e.[62]
- Remízia de Fátima da Silva (* 1973), Staatsanwältin
- Sebastião Gomes (1973–1991), Unabhängigkeitsaktivist
- Dário Madeira (* 1978), Politiker
- João da Silva (* 1977), Marineoffizier

## Belege
- Ministerium für Staatsverwaltung und Territorialmanagement (englisch)
- Viqueque District Development Plan 2002/2003 (englisch; PDF-Datei; 1,90 MB)